# Smiling in Love
Smiling in Love är låten som popgruppen Caracola ställde upp med i 3:e deltävlingen av Melodifestivalen 2008. I Linköping gick gruppen vidare till andra chansen.

## Singeln
Singeln släpptes den 12 mars 2008. Den nådde som högst femte plats på den svenska singellistan. Den 27 april 2008 gjordes ett misslyckat försök att få in låten på Svensktoppen.

### Låtlista
1. "Smiling in Love"
2. "Smiling in Love" (karaokeversion)

### Listplaceringar
| Lista (2008) | Topplacering |
| ------------ | ------------ |
| Sverige      | 7            |